# Марион (округ, Миссисипи)
Округ Марион (англ. Marion County) — округ штата Миссисипи, США. Население округа на 2000 год составляло 25595 человек. Административный центр округа — город Колумбия.

## История
Округ Марион основан в 1811 году.

## География
Округ занимает площадь 1403,8 км².

## Демография
Согласно переписи населения 2000 года, в округе Марион проживало 25595 человек (данные Бюро переписи населения США). Плотность населения составляла 18,2 человек на квадратный километр.